# Fokino (kraj Primorje)
Fokino (Russisch: Фокино) is een gesloten stad in de Russische kraj Primorje aan de Baai van Peter de Grote op ongeveer 100 kilometer van Vladivostok en ongeveer 50 kilometer van Nachodka. In de Sovjettijd stond het bekend als Sjkotovo-17. De stad is gesloten vanwege het feit dat een deel van de Russische Pacifische Vloot hier is gestationeerd. In de volksmond wordt het Tichas genoemd, naar de voormalige naam voor de plaats; Tichookeanski ("Grote Oceaan").
Tot de stad behoren ook de nederzettingen met stedelijk karakter Doenaj en Poetjatin. De laatste ligt op een gelijknamig eiland en is net als het eiland Askold in tegenstelling tot de stad wel zonder speciale visa te bezoeken voor buitenlandse toeristen. Elk jaar bezoeken tot 2000 toeristen het eiland Poetjatin, dat bekend is vanwege de flora en fauna in de wateren rond het eiland en de onderwaterwereld bij het eiland. Askold is onbewoond en was tot 1995 een reservaat. Op het eiland bevindt zich ook een geschatte goudertsvoorraad van enkele tientallen tonnen.

## Geschiedenis
De plaats werd gesticht in 1891 door 15 families van vissers afkomstig van het Chankameer als het dorp Promyslovka in de volost Petrovski binnen de oejezd Olginski in de oblast Primorje (nu kraj Primorje). Deze werden iets later gevolgd door nog eens 10 families. Door slechte oogsten en andere factoren waren hiervan in 1912 nog slechts 4 families van achtergebleven in het dorp. Bij de volkstelling van 1897 woonden er 38 mensen. Op 4 januari 1926 werd per besluit van het VTsIK het district Sjkotovski geformeerd met als bestuurlijk centrum de selo Sjkotovo, waaronder ook Promyslovka viel (toen een selsovjet). Op 17 januari 1958 gaf het uitvoerend comité van de kraj Promyslovka de status van werknederzetting.
De nederzetting Tichookeanski werd opgenomen als bewoonde plaats binnen het district Sjkotovski op 13 november 1963 en kreeg op 28 december 1967 de status van werknederzetting, terwijl Promyslovka op hetzelfde moment de status van selskoje poselenieje kreeg en onderdeel werd van de nederzetting Tichookeanski.
Op 4 oktober 1980 werd door de Opperste Sovjet van de RSFSR besloten dat de nederzetting Tichookeanski voortaan onafhankelijk van het district Sjkotovski zou functioneren als de gesloten stad Fokino en op 12 november van dat jaar kreeg de plaats bij het sluiten van het gebied voor buitenstaander vanwege haar geheime karakter als basis voor de Russische Pacifische Vloot als aanduiding de postsuffix Sjkotovo-17.
Op 4 januari 1994 werd de plaats door de Russische regering opnieuw hernoemd tot Fokino.
In de Sovjettijd woonden vooral marineofficieren met hun families in de stad. Na de val van de Sovjet-Unie werd de divisie van de nucleaire onderzeeboten (PLARB) in Viljoetsjinsk echter steeds kleiner, waardoor er ook minder werk kwam. Een bestaande gewapend-betonfabriek ging failliet, waarna de stad geen plaatsvormende ondernemingen meer had en de plaats loopt sindsdien langzaam leeg. Mogelijk vanwege verhoogde radioactiviteit als gevolg van lekken en andere problemen hebben de stad Fokino en de plaats Doenaj een hoger percentage kankerpatiënten als plaatsen in de omliggende regio.
Bestuurlijk centrum: Vladivostok

Arsenjev · Artjom · Bolsjoj Kamen · Dalnegorsk · Dalneretsjensk · Fokino · Lesozavodsk · Nachodka · Partizansk · Spassk-Dalni · Oessoeriejsk